# Wierciszewo (Sianów)
Wierciszewo (deutscher Name: Wandhagen) ist ein Dorf in Hinterpommern, heute in der polnischen Woiwodschaft Westpommern gelegen. Es gehört zur Stadt- und Landgemeinde Sianów (Zanow) im Kreis Koszalin (Köslin).

## Geographische Lage
Das Bauerndorf Wierciszewo liegt an einer Nebenstraße, die von der Landesstraße 6 (ehemalig deutsche Reichsstraße 2, heute auch Europastraße 28) Stettin – Koszalin (Köslin) – Danzig über Karnieszewice (Karnkewitz) nach Bielkowo (Beelkow) an der Woiwodschaftsstraße 203 Koszalin – Darłowo (Rügenwalde) – Ustka (Stolpmünde) führt. Bis zur Kreisstadt Koszalin sind es 20 Kilometer, und bis zur Ostseestadt Darłowo 19 Kilometer. Die nächste Bahnstation ist Skibno (Schübben-Zanow) an der Bahnstrecke Stargard Szczeciński–Gdańsk.
Im Westen grenzt Wierciszewo an Sucha Koszalińska (Zuchen) und Rzepkowo (Repkow), im Norden an Iwięcino (Eventin) und Bielkowo (Beelkow), im Osten an Wiekowice (Wieck) und im Süden an Karnieszewice (Karnkewitz). Mitten durch den Ort fließt der früher so genannte Zingelbach.
Wierciszewo ist eine frühere Hagenhufensiedlung und zwei Kilometer lang. Bis 1945 teilte man den Ort in das „Obere Ende“ (Böwerst En) und das „Untere Ende“ (Nerrest En).

## Ortsname
Die Herkunft der deutschen Bezeichnung Wandhagen ist nicht bekannt. Ursprünglich soll das Dorf Vogelsang geheißen und weiter südlich gelegen haben. Ein Wohnplatz gleichen Namens hatte sich bis 1945 erhalten.

## Geschichte
Die Geschichte von Wandhagen ist kaum belegt. Mit großer Wahrscheinlichkeit war das Dorf eine Anlage der Zisterziensermönche vom Kloster Buckow, dem es auch unterstand. Nach der Reformation in Pommern im Jahre 1535 kam das Dorf an das Rügenwalder Amt.
Um 1780 gab es in Wandhagen: 1 Schulze, 16 Bauern, 2 Landkossäten, 5 Büdner, 1 Schulmeister und insgesamt 25 Feuerstellen. Im Jahre 1818 leben hier 318 Menschen. Die Einwohnerzahl stieg im Jahre 1871 auf 587, sank aber dann bis 1939 auf 493 ab.
Bis 1945 gehörte Wandhagen mit den Dörfern Abtshagen (heute polnisch: Dobiesław), Beelkow (Bielkowo), Eventin (Iwięcino) und Wieck (Wiekowice) zum Amtsbezirk Eventin im Landkreis Schlawe i. Pom. im Regierungsbezirk Köslin. Standesamtlich war der Ort mit ebendiesen Gemeinden – ausgenommen Abtshagen – zum Standesamt Eventin verbunden. Letzter Gemeindebürgermeister von Wandhagen war Hugo Schwarz.
Im Dezember 1944 suchten Flüchtlinge aus Ostpreußen vor den herannahenden sowjetischen Truppen in Wandhagen Schutz. Am 9. März 1945 wurde der Ort von sowjetischen Truppen besetzt. Wie ganz Hinterpommern wurde Wandhagen anschließend unter polnische Verwaltung gestellt. Im Mai 1946 begann die Raubsiedellei polnischer und ukrainischer Zuwanderer, die aus Gebieten östlich der Curzon-Linie kamen. Die Bewohner wurden aus ihren Häusern gedrängt. Im Herbst 1946 war auch der letzte Deutsche vertrieben.
Wandhagen wurde nun Wierciszewo genannt. Es ist ein Ortsteil der Gmina Sianów (Zanow) und gehört nun zum Powiat Koszaliński (Köslin) der Woiwodschaft Westpommern (bis 1998 Woiwodschaft Köslin).

## Kirche
Vor 1945 waren die Einwohner von Wandhagen bis zu 98 % evangelischer Konfession. Das Dorf war in das Kirchspiel Eventin (heute polnisch: Iwięcino) eingepfarrt, und die Eventiner Dorfkirche war der kirchliche Mittelpunkt. Die Verstorbenen wurden auf dem Kirchhof in Eventin bestattet, in dessen Feldsteinmauer extra ein besonderes Wandhäger Tor eingelassen war, unter dem anfangs die Trauerfeiern stattfanden, bevor sie in die Kirche verlegt wurden. Das Wandhäger Tor in Eventin zierte der Psalmvers: „Gehet zu seinen Toren ein mit Danken“.
Das Kirchspiel Eventin lag im Kirchenkreis Rügenwalde (Darłowo) der Kirchenprovinz Pommern der Kirche der Altpreußischen Union. Letzter deutscher Geistlicher war Pfarrer Heinz Puttkamer.
Heute ist die Einwohnerschaft von Wierciszewo fast ausnahmslos katholischer Konfession, Das Dorf gehört jetzt mit Bielkowo (Beelkow), Dobiesław (Abtshagen), Iwięcino (Eventin), Rzepkowo (Repkow), Wiekowo (Alt Wieck) und Wiekowice (Wieck) zur Parafia (= Parochie) Dobiesław, deren Pfarrer (seit 2002: Tadeusz Gorla) auch für die frühere Pfarrkirche Eventin bzw. jetzige Filialkirche Iwięcino zuständig ist.
Die heute hier lebenden evangelischen Kirchenglieder werden vom Pfarramt in Koszalin (Köslin) in der Diözese Pommern-Großpolen der Evangelisch-Augsburgischen (d. h. lutherischen) Kirche in Polen betreut.

## Persönlichkeiten

### Söhne und Töchter des Ortes
- Albert Schwarz (1859–1921), deutscher Mundartdichter
- Heinz Lüsch (1911–1943), deutscher Pädagoge und Maler